# 선학학원
학교법인 선학학원(學校法人 鮮鶴學園)은 선문대학교를 중심으로 하는 대한민국의 학교법인이다. 학교법인 청심학원도 동일 재단으로 통합 운영되므로 함께 기술한다.

## 계열 학교

### 대학
- 선문대학교
- 선학UP대학원대학교

### 고등학교
- 선화예술고등학교
- 선정고등학교
- 선정국제관광고등학교
- 청심국제고등학교

### 중학교
- 선화예술중학교
- 선정중학교
- 청심국제중학교

### 초등학교
- 경복초등학교

### 유치원
- 선화유치원: 학교법인 선학학원에 소속된 선화유치원은 1998년 경복초등학교, 선화예술중고등학교가 있는 능동 선화학원에 설립되었다. 만3세~만5세 유아를 대상으로 5학급 140여명으로 편성되어 있고, 건학이념인 애천, 애인, 애국을 실현할 수 있는 기초교육을 담당하고 있다.

## 같이 보기
- 선문대학교
- 문선명
- 한학자